# Munojotxon Yoʻlchiyeva

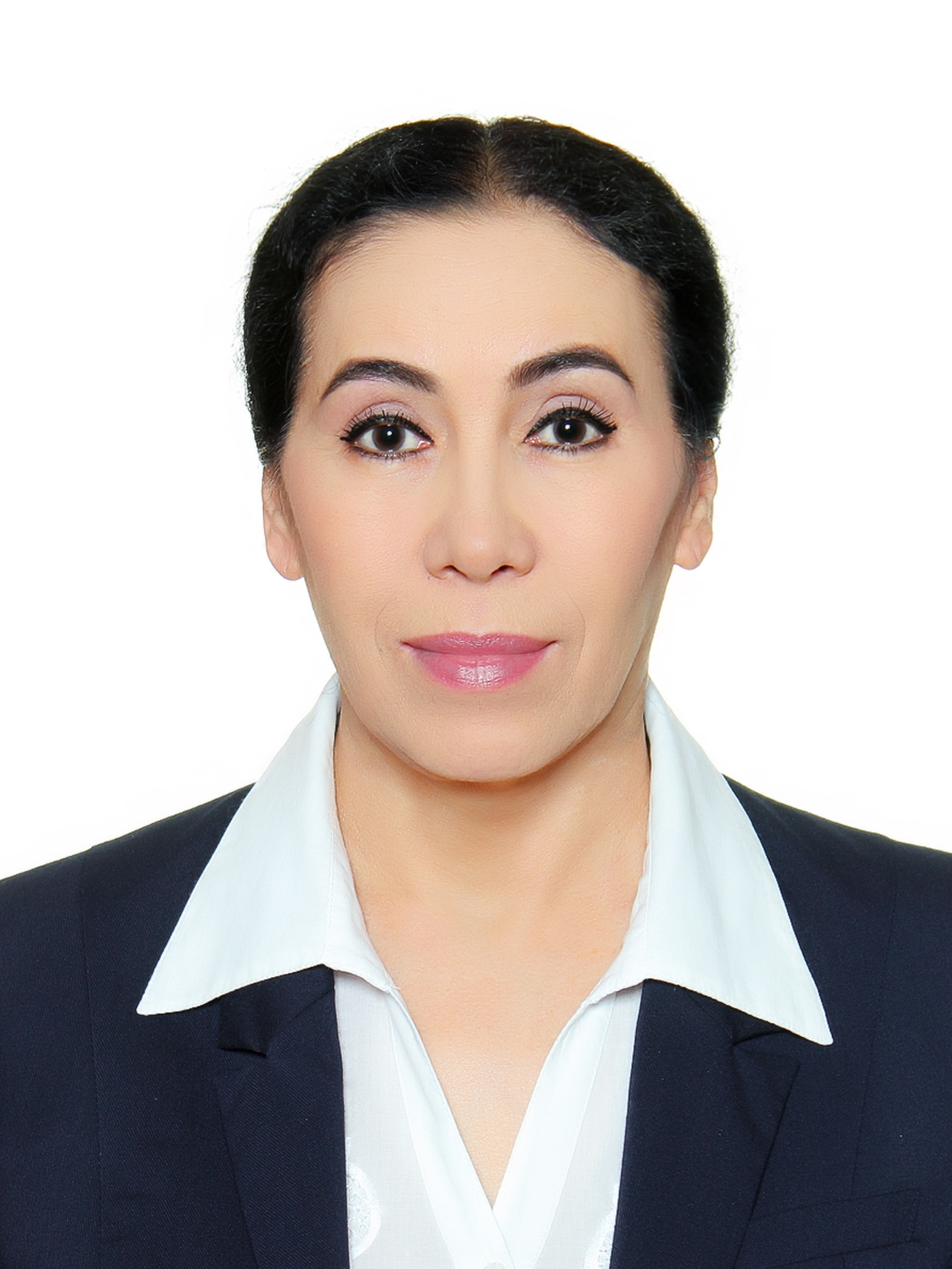
Munojotxon Yoʻlchiyeva

Munojotxon Yoʻlchiyeva (kyrillisch Муножатхон Йўлчиева, international auch bekannt als Monâjât Yultchieva mit der Kurzform des Vornamens Munojot, englisch Munadjat Yulchieva, russisch Мунаджат Юлчиева Munadschat Jultschijewa; * 26. November 1960 in Provinz Andijon, Usbekische SSR) ist eine usbekische Sängerin und Šašmaqom-Interpretin. Dem Musikstil des Šašmaqom und dessen Überlieferung gemäß, verbindet sie bei ihren Aufführungen auch sprachlich das Usbekische mit dem Tadschikischen (Persischen).
Im Jahre 1994 wurde ihr der Titel „Volkskünstlerin Usbekistans“ (usbekisch O'zbekiston xalq artisti) verliehen. 1997 erreichte sie den ersten Platz auf dem internationalen Musikfestival Sharq Taronalari. Muhammadjon Mirzayev (1913–1999), ein alter Meister der usbekischen Musik, sagte über Yoʻlchiyeva: „Ihre Stimme ist wie eine fliegende Taube, die sich in den warmen Luftströmungen des Frühlings wiegt.“

## Diskographie (Auswahl)
- Ouzbékistan. Monâjât Yultchieva, aus der Reihe Maqam d'Asie Centrale: 1. Ouzbékistan. Ferghâna (Beiheft mit ausführlichen Beschreibungen), ocora/Radio France 1994[5]